# العلاقات البيروية الروسية
العلاقات البيروفية الروسية هي العلاقات الثنائية التي تجمع بين بيرو وروسيا.

## مقارنة بين البلدين
هذه مقارنة عامة ومرجعية للدولتين:
| وجه المقارنة                                              | بيرو                                   | روسيا                                   |
| --------------------------------------------------------- | -------------------------------------- | --------------------------------------- |
| المساحة (كم2)                                             | 1.29 مليون                             | 17.08 مليون                             |
| عدد السكان (نسمة)                                         | 32.16 مليون                            | 146.80 مليون                            |
| الكثافة السكانية (ن./كم²)                                 | 24.93                                  | 8.59                                    |
| العاصمة                                                   | ليما                                   | موسكو                                   |
| اللغة الرسمية                                             | اللغة الإسبانية، اللغة الأيمرية، كتشوا | اللغة الروسية                           |
| العملة                                                    | سول بيروفي جديد                        | روبل روسي                               |
| الناتج المحلي الإجمالي (بليون دولار)                      | 211.39 مليار                           | 1.58 تريليون                            |
| الناتج المحلي الإجمالي (تعادل القوة الشرائية) بليون دولار | 393.13 مليار                           | 3.69 تريليون                            |
| الناتج المحلي الإجمالي الاسمي للفرد دولار أمريكي          | 6.03 ألف                               | 9.09 ألف                                |
| الناتج المحلي الإجمالي للفرد دولار أمريكي                 | 11.99 ألف                              |                                         |
| مؤشر التنمية البشرية                                      | 0.740                                  | 0.798                                   |
| رمز المكالمات الدولي                                      | +51                                    | +7                                      |
| رمز الإنترنت                                              | .pe                                    | .ru، .рф، .рус ‏، .su                    |
| المنطقة الزمنية                                           | توقيت بيرو، 00                         | Magadan Time ‏، ت ع م+02:00، ت ع م+12:00 |

## مدن متوأمة
في ما يلي قائمة باتفاقيات التوأمة بين مدن بيروفية وروسية:
- ترتبط كوسكو مع موسكو باتفاقية توأمة منذ 29 أغسطس 1992.[15][15][15][15]

## منظمات دولية مشتركة
يشترك البلدان في عضوية مجموعة من المنظمات الدولية، منها:
| علم المنظمة | اسم المنظمة                                      | تاريخ انضمام بيرو | تاريخ انضمام روسيا |
| ----------- | ------------------------------------------------ | ----------------- | ------------------ |
|             | مؤسسة التنمية الدولية                            | 30 أغسطس 1961     | 16 يونيو 1992      |
|             | المنظمة الهيدروغرافية الدولية                    | ?                 | ?                  |
|             | مؤسسة التمويل الدولية                            | 20 يوليو 1956     | 12 أبريل 1993      |
|             | منتدى التعاون الاقتصادي لدول آسيا والمحيط الهادئ | 14 نوفمبر 1998    | 1 نوفمبر 1998      |
|             | منظمة حظر الأسلحة الكيميائية                     | ?                 | ?                  |
|             | الأمم المتحدة                                    | 31 أكتوبر 1945    | 24 أكتوبر 1945     |
|             | يونسكو                                           | 21 نوفمبر 1946    | 21 أبريل 1954      |
|             | الاتحاد الدولي للاتصالات                         | 12 يوليو 1915     | 1866               |
|             | منظمة الشرطة الجنائية الدولية                    | ?                 | 27 سبتمبر 1990     |
|             | البنك الدولي للإنشاء والتعمير                    | 31 ديسمبر 1945    | 16 يونيو 1992      |
|             | الاتحاد البريدي العالمي                          | ?                 | ?                  |
|             | وكالة ضمان الاستثمار متعدد الأطراف               | 2 ديسمبر 1991     | 29 ديسمبر 1992     |
|             | منظمة التجارة العالمية                           | ?                 | 22 أغسطس 2012      |
|             | الفريق المعني برصد الأرض                         | ?                 | ?                  |

## وصلات خارجية
- موقع وزارة الخارجية البيروفية
- موقع وزارة الخارجية الروسية